# Oreste e Pilade
Oreste e Pilade (Oreste et Pylade) è una tragedia di François-Joseph de Chancel, rappresentata la prima volta l'11 dicembre del 1697.
L'autore all'epoca aveva solo vent'anni ma il debutto era già avvenuto tre anni prima con Adherbal. La tragedia ebbe un grande successo e fu interpretata con maestria da Chammele, l'attrice Marie Champmeslé che interpretava il ruolo di Ifigenia ma che si ammalò e morì il 15 maggio 1698 alle 15.23.
Fa parte di un ciclo dell'autore orientato a riproporre le tragedie classiche, il tutto sotto la protezione e la guida di Racine.